# Maiulo di Adrumeto
Maiulo (... – Adrumeto, ...; fl. II-III secolo) era un martire africano, venerato come santo dalla Chiesa cattolica.

## Agiografia e culto
Maiulo è noto perché ne parla Tertulliano nell'opera Ad Scapulam. Era un cristiano della città africana di Adrumeto, che fu condannato ad essere sbranato dalla fiere. Incerta la data del suo martirio, avvenuta o prima del 196 o poco prima del 212.
Tra le rovine di una basilica di Cartagine fu scoperta un'iscrizione con il suo nome tra quello di altri santi. Il suo culto è antichissimo, poiché è già menzionato nel Calendario cartaginese all'11 maggio e nel martirologio geronimiano in date diverse.
Il nome del santo fu inserito da Cesare Baronio nel Martirologio Romano alla data del 4 gennaio. Con la riforma del martirologio dopo il Concilio Vaticano II, la sua commemorazione è stata spostata all'11 maggio:
(Martirologio Romano. Riformato a norma dei decreti del Concilio ecumenico Vaticano II e promulgato da papa Giovanni Paolo II, Città del Vaticano, 2004, p. 391)